# Згорний Дуплек
Згорний Дуплек (словен. Zgornji Duplek) — поселення в общині Дуплек, Подравський регіон‎, Словенія.